# Loch Leven Castle
Loch Leven Castle (auch: Lochleven Castle) ist eine Burgruine auf einer Insel im Loch Leven in der schottischen Council Area Perth and Kinross im Osten der Central Lowlands. Die im Laufe des 14. Jahrhunderts weitgehend vollendete und im 18. Jahrhundert teilweise verfallene Burg mit ihrem charakteristischen fünfstöckigen Tower House oder Keep liegt in der traditionellen Grafschaft Kinross-shire. Der nächstgelegene Ort ist die etwa zwei Kilometer entfernte Stadt Kinross. Durch die Gefangenschaft und Flucht von Maria Stuart in den Jahren 1567–1568 wurde die Burg weithin bekannt.

## Lage
Die Burg liegt auf einer Insel, die ursprünglich wohl weniger als 1 ha Fläche hatte. Heute ist sie durch die zwischen 1826 und 1836 erfolgte Absenkung des Wasserspiegels des Sees auf über 3 ha Fläche angewachsen. Der Großteil des heute rund um die Burg vorhandenen Baumbestandes stammt aus dem 19. Jahrhundert.

## Geschichte
Wahrscheinlich wurde Loch Leven Castle in der zweiten Hälfte des 13. Jahrhunderts erbaut und wird 1257 zunächst als königliche Burg erwähnt. Bereits zum Ende des Jahrhunderts wurde sie auf Grund ihrer strategisch günstigen Lage zwischen Edinburgh, Stirling und Perth zu einem umkämpften Ort im Ersten Schottischen Unabhängigkeitskrieg (1296–1328). Zunächst gelang den Engländern zwar die Besetzung der Burg, aber noch vor 1300 konnten die Schotten, möglicherweise unter Führung von William Wallace, die Festung zurückerobern. Zuvor hatte sie von den Besatzern vermutlich ihren Namen und eine erste Erweiterung der Befestigungsanlagen bekommen. In der Folgezeit wurde die Burg mehrfach von englischen Truppen belagert. 1301 konnte die Belagerung durch den von John Comyn, Guardian of Scotland, erbrachten Entsatz zerschlagen werden. Mindestens zweimal, 1313 und 1323, besuchte König Robert I., besser bekannt unter dem in Schottland legendären Namen Robert the Bruce, Loch Leven Castle. Im Rahmen der langwierigen Querelen um die Thronfolge nach Bruces Tod belagerten die Engländer 1335 erneut erfolglos die Burg, dieses Mal zur Unterstützung des englandhörigen Thronanwärters Edward Balliol.
1372 übergab Robert II. Loch Leven Castle an William, Earl of Douglas. Fortan waren Burg und Herrschaft für rund 300 Jahre im Besitz der Douglas’. Um 1400 wurde die Burg um ihren heutigen Wehr- und Wohnturm erweitert, der damit einer der ältesten noch weitgehend erhaltenen Türme dieser Art in Schottland ist. 1458 wurde sie zum ersten Stammsitz der Earl of Morton (ein neu verliehener Titel an einen Zweig der Douglas-Familie). Nachdem die Earls of Morton ab den 1590ern ihren Hauptsitz nach Aberdour Castle verlagert hatten, erfolgte ein erster Verfall der Anlage.
Ab dem 14. Jahrhundert wurde die Burg auch als Staatsgefängnis genutzt, in dem viele illustre Gefangene untergebracht waren; so etwa 1369 Robert Stewart, High Steward of Scotland und spätere König Robert II. Die legendärste Gefangenschaft ist gewiss die von Maria Stuart. Im Jahre 1563 traf sie noch als amtierende und freie Königin von Schottland mit John Knox auf Loch Leven Castle zusammen. Vier Jahre später kehrte sie als Gefangene zurück und stand nun unter der Aufsicht ihres einstigen Gastgebers, dem Burgherren William of Lochleven. Nach elfmonatiger Gefangenschaft gelang ihr im Mai 1568 spektakulär die Flucht, um die sich zahlreiche literarisch geschaffene oder verarbeitete Mythen ranken; exemplarisch sei hier auf The Abbot von Sir Walter Scott verwiesen. Auch für die Unterhaltungsindustrie von Film und Fernsehen ist Marias Flucht von der Inselburg ein beliebtes Thema.
In der zweiten Hälfte des 16. Jahrhunderts ließ William of Lochleven das Gutshaus Newhouse of Lochleven fertigstellen, das die Burg sukzessive als Zentrum des Anwesens ablöste, bis es im 17. Jahrhundert selbst dem Verfall unterlag und 1723 abgerissen wurde. Im Jahre 1675 erwarb der schottische Architekt William Bruce die verfallende Burg sowie auf dem Festland anliegende Ländereien. Er restaurierte Loch Leven Castle und sorgte für seinen Erhalt als malerischer Point de vue („Blickpunkt“) seines Gartens, auch nachdem er 1686 mit dem Bau des herrschaftlichen Kinross House am gegenüberliegenden Ufer des Loch Levens begonnen hatte. Mit dem Tod von Sir William im Jahre 1710 verfiel Loch Leven Castle im 18. Jahrhundert erneut; dieser Verfall wurde erst infolge eines frühen touristischen Interesses durch erhaltende und kultivierende Maßnahmen ab 1840 gestoppt.

## Architektur
Das markanteste Gebäude ist ein sehr gut erhaltener Zentralturm aus dem 15. Jahrhundert, der in der nordwestlichen Ecke einer grob quadratischen Maueranlage aus dem 14. Jahrhundert steht. In der Südostecke steht ein kleinerer runder Turm aus dem 16. Jahrhundert. Wahrscheinlich gab es einen zweiten kleinen Turm in der Südwestecke der Burg. Innerhalb des ummauerten Areals finden sich Grundmauern verschiedener Wohn- und Nebengebäude. Der Eingang zum Hof ist in der Mitte der Nordmauer, ein älterer heute vermauerter Eingang lag zwischen Hauptturm und Nordwestecke ebenfalls in der Nordmauer. Der Eingang zum fünfstöckigen Hauptturm liegt im zweiten Stock, darunter befinden sich zwei Geschosse, deren Decken als steinerne Gewölbe ausgeführt sind. Im ersten Stock lag die Küche, das unterste Geschoss diente wahrscheinlich als Vorratskeller. Die Haupthalle mit einem großen Kamin auf der Westseite befand sich auf Höhe des Eingangs im zweiten Stock, darüber lagen weitere Wohnräume und eine Kapelle.

## Literarische Betrachtung
Zu den frühen Touristen des 19. Jahrhunderts gehörte auch Theodor Fontane, der auf seiner in Jenseit des Tweed dichterisch verarbeiteten Schottlandreise im Sommer 1858 auch „das in Lied und Sage vielgenannte Lochleven Castle“ besuchte und ihm ein literarisches Denkmal setzte. So schrieb er noch drei Jahre später im Vorwort zu den vom Anblick des „Douglas-Schloßes“ angeregten Wanderungen durch die Mark Brandenburg:

„Wir kamen von der Stadt Kinross, die am Ufer des Leven-Sees liegt, und ruderten der Insel zu. Unser Boot legte an derselben Stelle an, an der das Boot der Königin in jener Nacht gelegen hatte, wir schritten über den Hof hin, langsam, als suchten wir noch die Fußspuren in dem hochaufgeschossenen Grase, und lehnten uns dann über die Brüstung, an welcher die alte Lady Douglas gestanden und die Jagd der beiden Boote, des flüchtigen und des nachsetzenden, verfolgt hatte. Dann umfuhren wir die Insel und lenkten unser Boot nach Kinross zurück, aber das Auge mochte sich nicht trennen von der Insel, auf deren Trümmergrau die Nachmittagssonne und eine wehmütig-unnennbare Stille lag.“

## Bedeutung und Tourismus
Loch Leven Castle war bis 2015 in der Kategorie A der schottischen Denkmalsklassifikation gelistet und damit als national oder international bedeutsames Baudenkmal eingestuft. Weiterhin ist es als Bodendenkmal (Scheduled Monument) eingestuft. Von Anfang April bis Ende Oktober gibt es zu den Öffnungszeiten der Burg einen Bootszubringerdienst zur Besichtigung der Burgruine auf castle island. Vom Stadtzentrum Kinross im Westen des Loch Levens ist der Weg zur gut einen Kilometer entfernten Anlegestelle der Fähre und dem anbei liegenden Parkplatz gut ausgeschildert. Loch Leven Castle gehört seit 1939 zu den historisch herausragenden Bauten Schottlands, deren Instandhaltung und Verwaltung zentral von der schottischen Behörde Historic Scotland durchgeführt werden; zudem zählt es zu den nicht wenigen historischen Plätzen in Schottland, denen nachgesagt wird, der Geist Maria Stuarts gehe dort spukend um.
Im nahegelegenen Kinross finden Besucher der Burg die übliche kleinstädtische und touristische Infrastruktur. Die Autobahn M90 verläuft bei Kinross direkt am Loch Leven vorbei; der nächstgelegene Bahnhof befindet sich im etwa 14 km entfernten Cowdenbeath, und bis zum internationalen Flughafen Edinburgh sind es knapp 40 Kilometer.

## Fotos

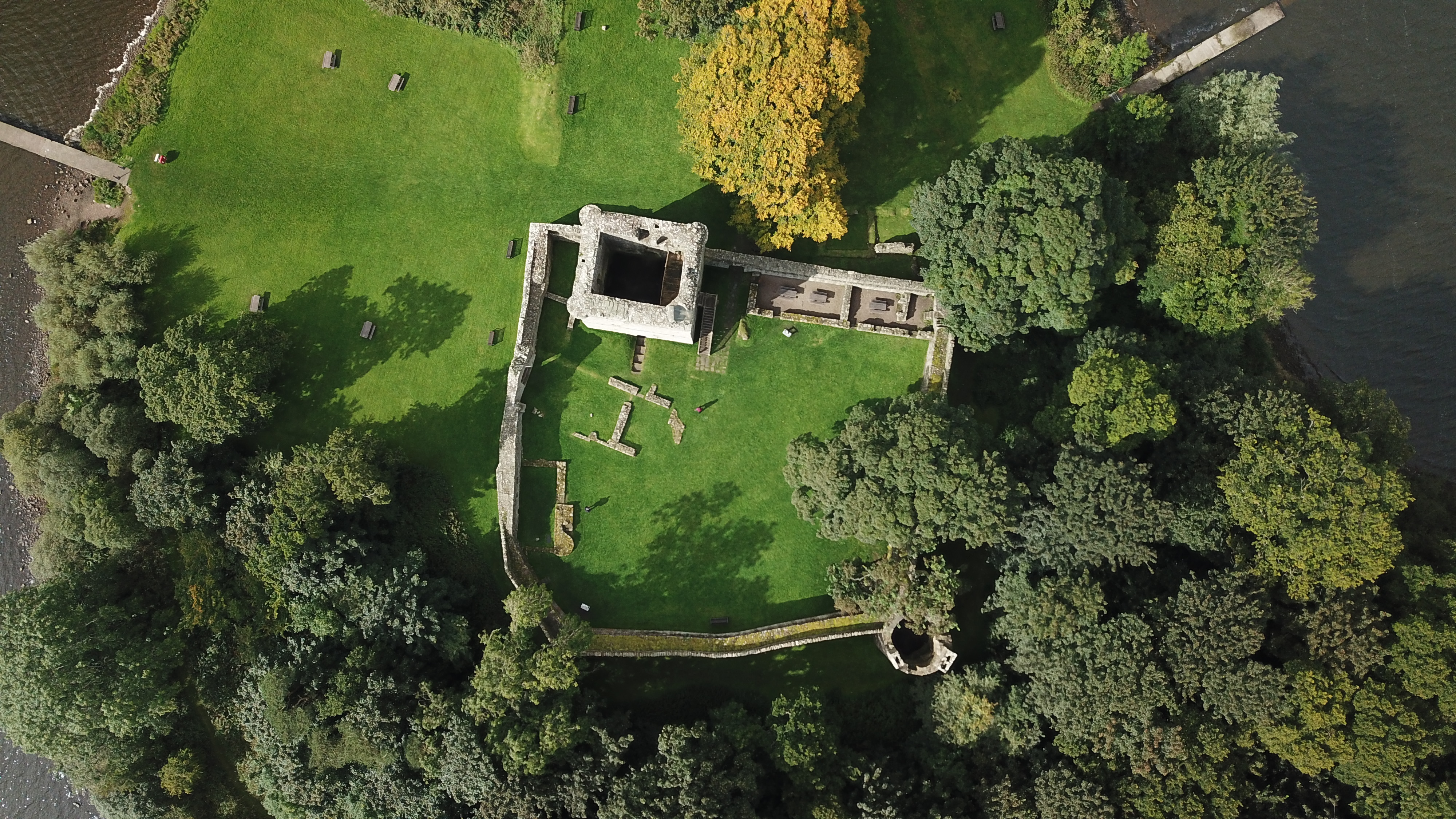
Ansicht von oben
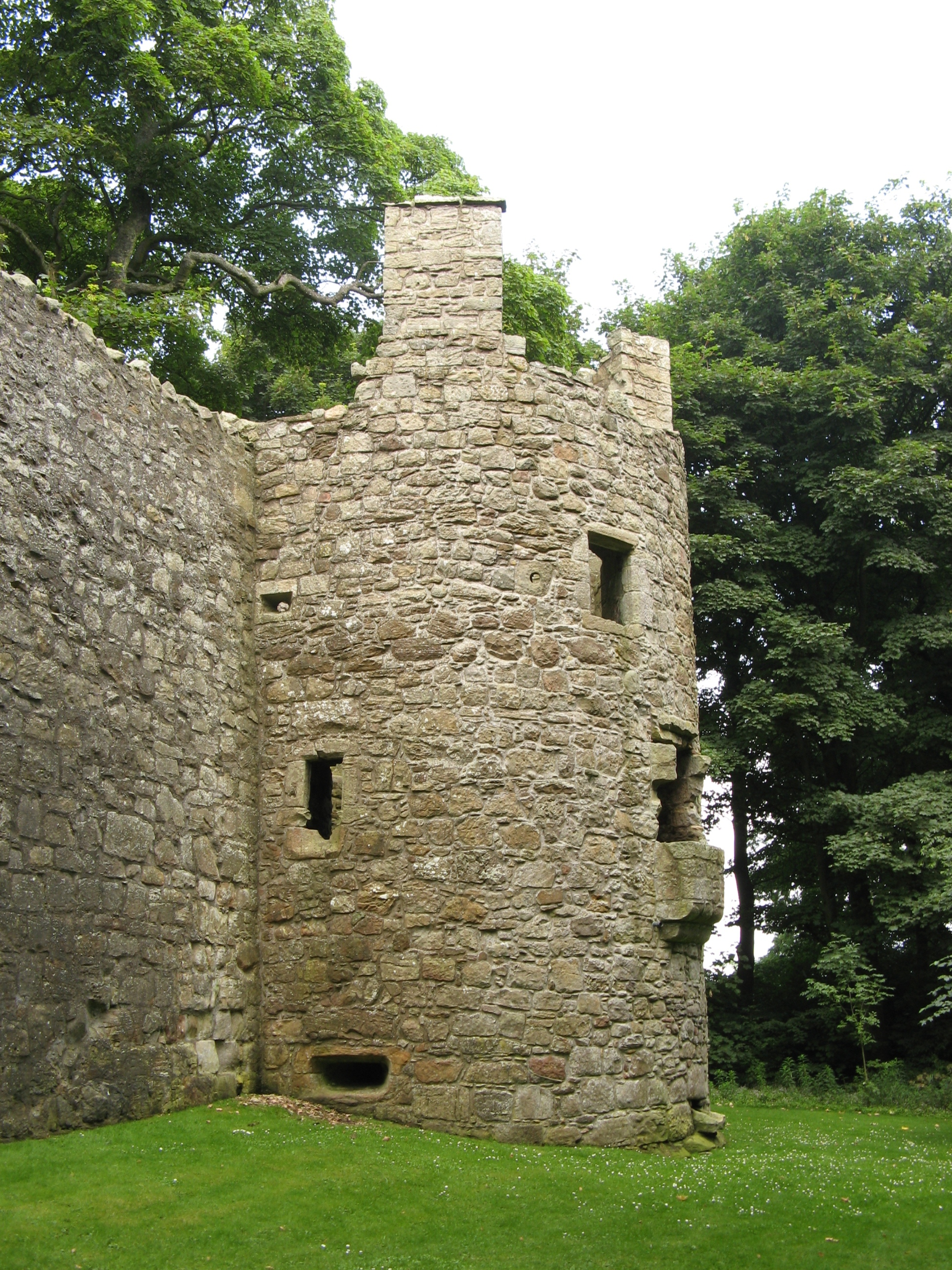
Glassin Tower, Marias Gefängnis (diagonal zum Hauptturm gelegen)
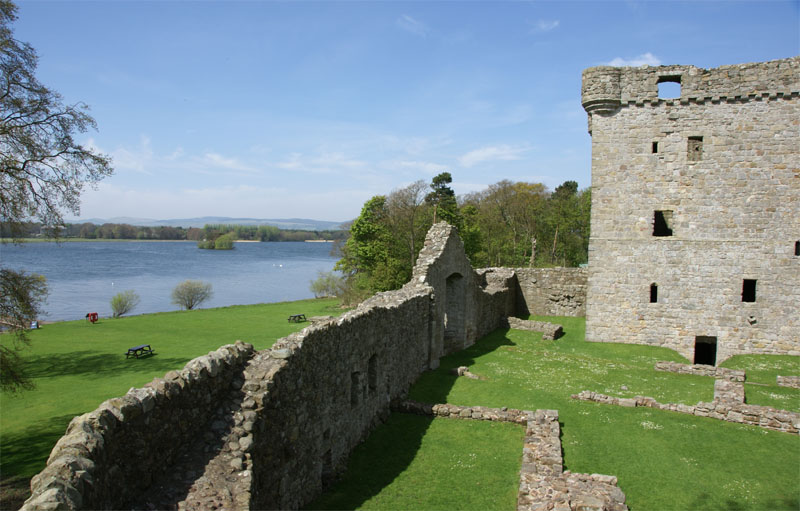
Innenansicht nordwestwärts zum See
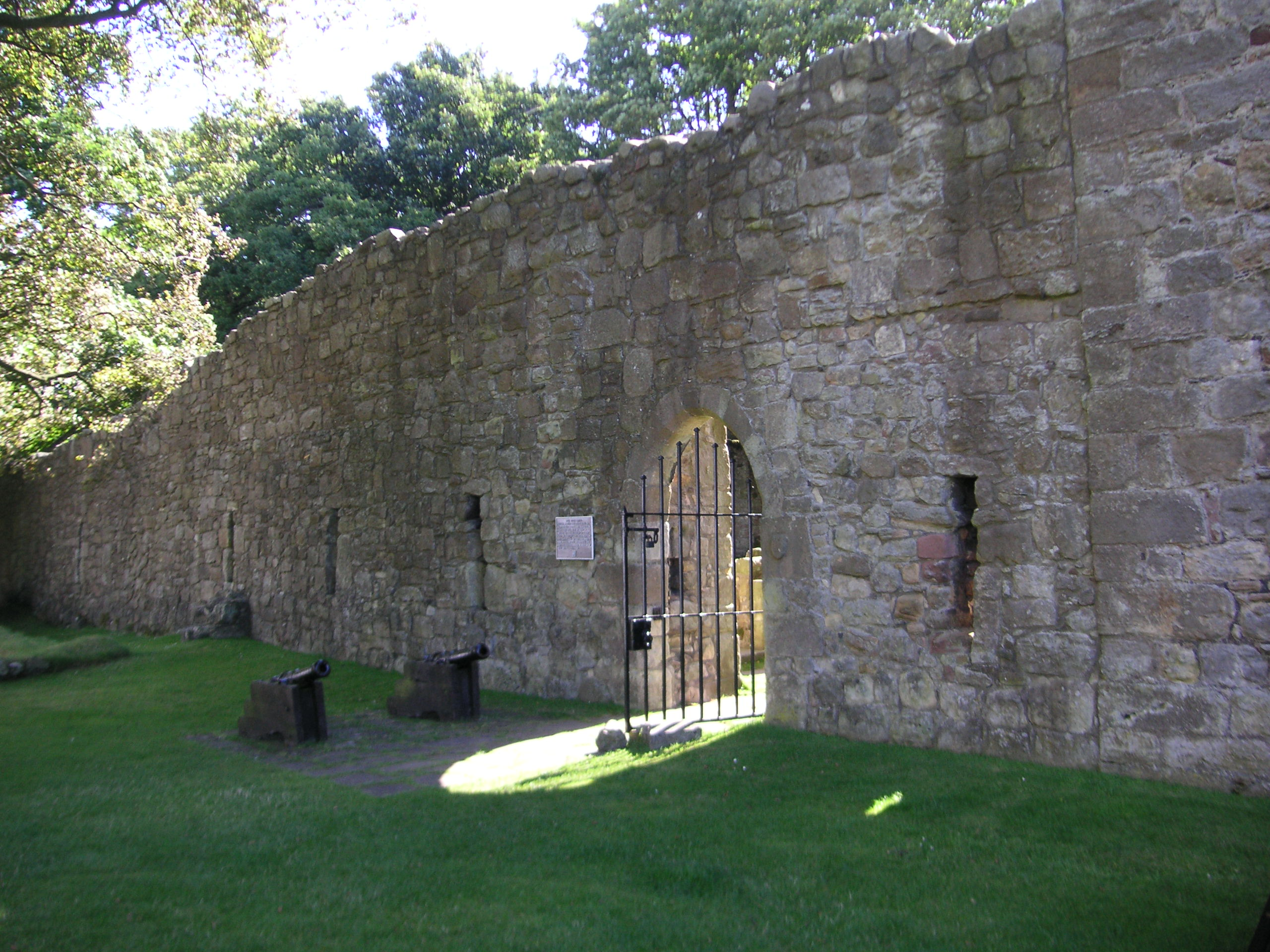
Eingang zum Innenhof
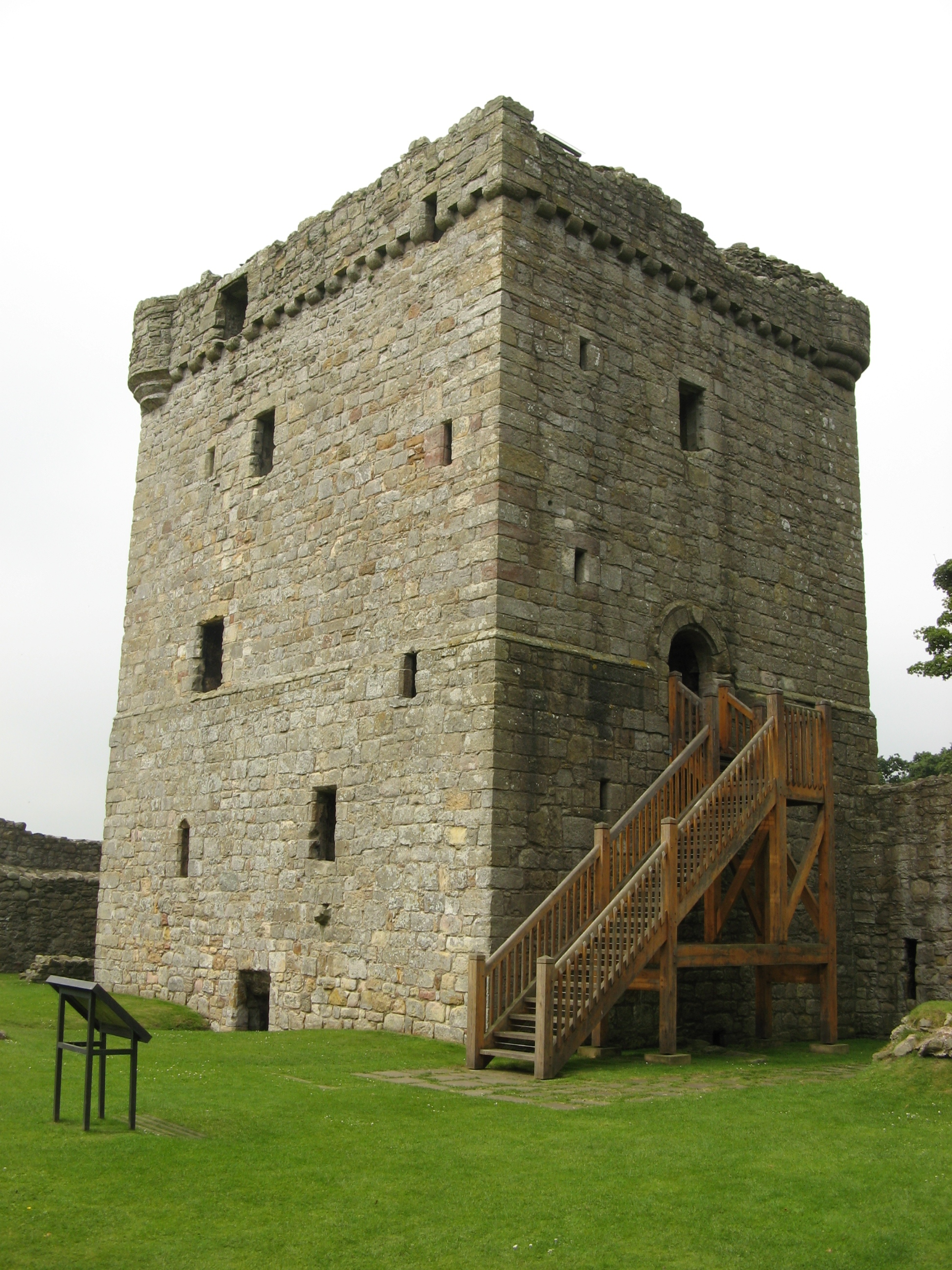
Hauptturm mit Eingang